# مسلم فايز
مسَلَم فايز مفتاح حمدان الحمداني (مواليد 1 يناير 1987)، معروف ببساطة باسم مسلم فايز، هو لاعب كرة قدم إماراتي يلعب كمدافع.
لعب سابقاً مع نادي العين ونادي الجزيرة ونادي الظفرة.

## روابط خارجية
- مسلم فايز على موقع الاتحاد الدولي (مؤرشف)  (الإنجليزية)
- مسلم فايز على موقع Soccerway.com (الإنجليزية)